# Мисисипи (щат)
Вижте пояснителната страница за други значения на Мисисипи.
Мисисипи (на английски: Mississippi) е щат в САЩ, чийто пощенски код е MS, а столицата се казва Джаксън. Населението на щата е 2 910 540 (2006). Мисисипи е с обща площ от 125 443 km²

## Административно деление

### Окръзи
Мисисипи се състои от 82 окръга:
1. Адамс
2. Алкорн
3. Атала
4. Амит
5. Бентън
6. Боливар
7. Вашингтон
8. Гренада
9. Грийн
10. ДеСото
11. Джаксън
12. Джаспър
13. Джеферсън
14. Джеферсън Дейвис
15. Джордж
16. Джоунс
17. Есакуена
18. Итауамба
19. Калхун
20. Кемпър
21. Керъл
22. Кларк
23. Клей
24. Клейборн
25. Коахома
26. Ковингтън
27. Копая
28. Куитман
29. Лафайет
30. Ламар
31. Лаундис
32. Лефлор
33. Лий
34. Лийк
35. Линкълн
36. Лодърдейл
37. Лорънс
38. Мадисън
39. Мариън
40. Маршал
41. Монро
42. Монтгомъри
43. Нешоба
44. Ноксъбий
45. Нютън
46. Октибиха
47. Пайк
48. Панола
49. Пери
50. Понтоток
51. Прентис
52. Пърл Ривър
53. Ранкин
54. Симпсън
55. Смит
56. Скот
57. Стоун
58. Сънфлауър
59. Талахачи
60. Тейт
61. Типа
62. Тишоминго
63. Туника
64. Уебстър
65. Уейн
66. Уилкинсън
67. Уинстън
68. Уолтхол
69. Уорън
70. Форест
71. Франклин
72. Ханкок
73. Харисън
74. Хиндс
75. Холмс
76. Хъмфрис
77. Чикъсо
78. Чокто
79. Шарки
80. Юниън
81. Язу
82. Ялобуша

### Градове
- Джаксън – 176 614 (2006)
- Тюпело – 35 930 (2000)
- Виксбърг – 26 000 (2000)
- Кълъмбъс – 26 000 (2000)
- Старквил – 23 888 (2010)
- Грийнуд – 18 425 (2000)
- Индианола – 12 000 (2000)
- Пикаюн – 10 535 (2000)
- Ню Олбани – 7600 (2000)
- Хейзълхърст – 4400 (2000)
- Ролинг Форк – 2500 (2000)
- Ита Бена – 2200 (2000)
- Байхалия – 706 (2000)

## Население
- 2 844 658 (2000)
- 2 910 540 (2006)

бели:
- 62,37% (2000)
- 61,72% (2005)

черни:
- 36,66% (2000)
- 37,24% (2005)